# Sigismondo d'Este
Sigismondo d'Este (Ferrara, 31 augustus 1433 – Rome, 1 april 1507) was de zoon van de hertog van Ferrara, Niccolò III d'Este, en van Ricciarda di Saluzzo.

## Biografie

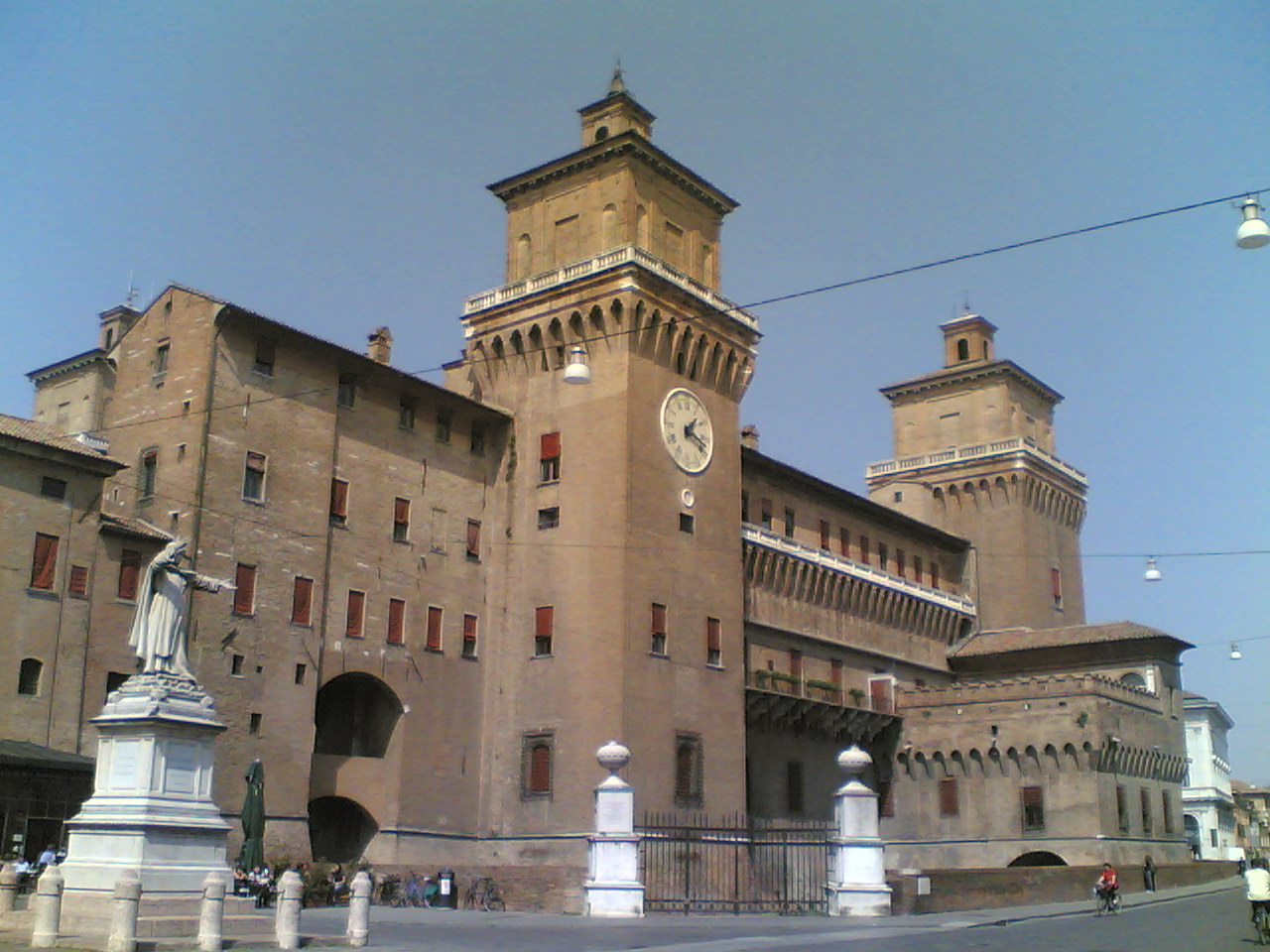
Het kasteel van de Estes.

Zijn peetoom was Sigismund van Hongarije. Hij groeide op met zijn broer Ercole I d'Este aan het hof van Alfons van Aragon, koning van Napels.
In 1463 werd hij benoemd tot gouverneur van Reggio Emilia door Borso d'Este. In december 1470 vocht hij tegen graaf Guido Pepoli, die hij ervan beschuldigd had zijn land te hebben geplunderd, reden waarom hij bij wijze van vergelding hetzelfde deed met diens land.
Bij de dood van Borso herbevestigde zijn opvolger Ercole I d'Este Sigismondo als plaatsvervanger (luogotenente) in Reggio Emilia, en droeg hem op de grenzen te controleren. Bij afwezigheid van zijn broer was het Sigismondo die het hertogdom bestuurde.
Tussen 1467 en 1488 stond hij zijn broer bij in verschillende conflicten. Vanaf 1488 vervulde hij nog enkel een vertegenwoordigende rol.
In 1500 gaf Ercole hem als beloning voor bewezen diensten het markizaat San Martino in Rio en de heerlijkheden Castellarano en Campogalliano.
In 1507 stierf hij in Rome aan de gevolgen van een val van de trappen van de Sint-Pietersbasiliek.
Bij een zekere Pizzocara verwekte hij twee kinderen:
- Ercole d'Este, markies van San Martino, trouwde met Angiola Sforza, van wie hij een zoon kreeg, Sigismondo, zijn opvolger;[3]
- Lucrezia d'Este, trouwde met Alberigo Malaspina en kreeg een dochter, Ricciarda.[4].

De opvolgers in de lijn d’Este-San Martino heersten, de wisselvalligheden van de geschiedenis niet te na gesproken, over Castellarano tot 1758.